# 晋昌镇
晋昌镇，是中华人民共和国山西省忻州市定襄县下辖的一个乡镇级行政单位。2021年5月，撤销杨芳乡，整建制并入晋昌镇。以原杨芳乡和原晋昌镇的行政区域为晋昌镇的行政区域。

## 行政区划
晋昌镇下辖以下地区：
城内村、南关村、西关村、北关村、待阳村、董村、南西力村、北西力村、王进村、西河头村和晋昌社区。